# Egy hét (film, 1920)
Az Egy hét (eredeti cím: One Week) 1920-ban bemutatott rövid némafilm, amelynek főszereplője Buster Keaton. Ez az első film, amelyet Keaton saját maga készített, korábban évekig Roscoe „Fatty” Arbuckle-al dolgozott együtt.
A 19 perces filmet Keaton és Edward F. Cline írta és rendezte, másik főszereplője Sybil Seely. Érdekesség, hogy Keaton az Egy hét előtt már leforgatott egy filmet The High Sign (1921) címmel, azonban azt Keaton nem találta megfelelő minőségűnek és csak a rákövetkező évben mutatták be.
Bill Frisell amerikai zeneszerző, gitáros 1995-ben kiadott egy albumot The High Sign/One Week címmel, amelyen a filmhez írt betétdal is megtalálható.
2008-ban az amerikai Kongresszusi Könyvtár Filmmegőrzési Bizottsága „kulturális, történelmi vagy esztétikai fontosságára” hivatkozva megőrzésre választotta ki az Egy hetet.

## Cselekmény

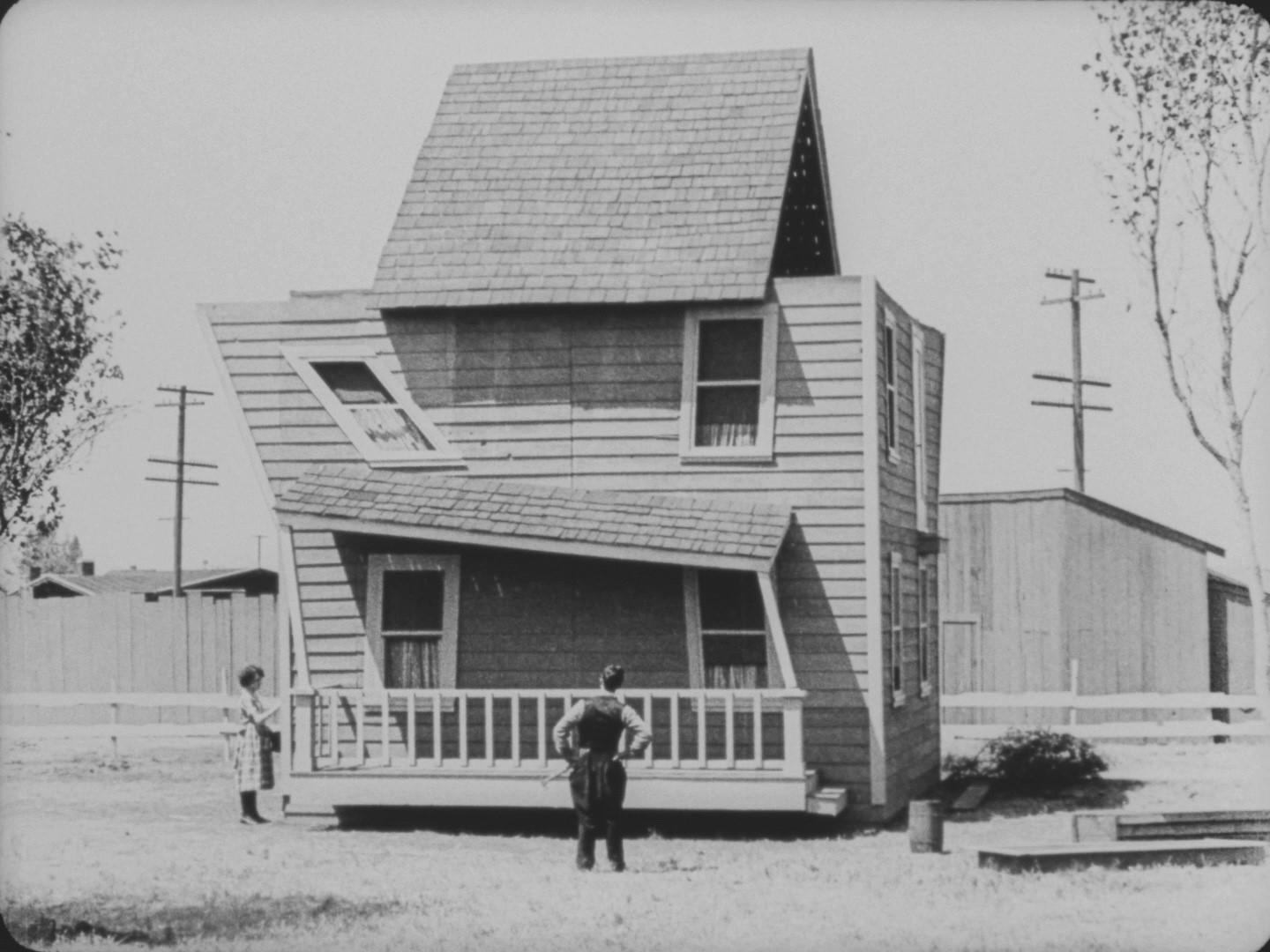
Keaton a saját maga által épített házat csodálja

A film cselekménye a két főszereplő, Keaton és Seely köré szövődik, akik friss házasokat játszanak. A pár egy saját maguk által felépíthető házat kapott nászajándékba, amit úgy hirdettek, hogy "egy hét alatt össze lehet szerelni". Azonban a feleség egyik kikosarazott kérője titokban felcseréli a számokat a ház elemeit tartalmazó dobozokon. A filmben nyomon követhetjük, ahogy Keaton megkíséreli felépíteni a házat, hűen követve az összeszerelési utasítást, a felcserélt dobozok ellenére. A végeredmény a bal oldali képen látható.
Ha ez még nem lenne elég, Keaton rájön, hogy rossz helyen építette fel a házat és odébb kell helyeznie az egész építményt. A feszültség akkor éri el a csúcspontját, amikor a ház megakad a vasúti átjáróban. Keaton és Seely kétségbeesetten próbálják a házat elmozdítani a közeledő vonat elől, amely végül ártalmatlanül elhalad mellettük egy párhuzamos vágányony. Ahogy a pár éppen fellélegez, a másik irányból érkező vonat belerohan a házba és lerombolja azt.
Keaton jól szemügyre veszi a romokat, majd kitesz rájuk egy "Eladó" feliratú táblát (alá pedig a ház összeszerelési utasítását) és Seelyvel otthagyják az egészet.
A New York Times filmkritikusa szerint az "Egy hétben, Buster Keaton alkotásában, több humor van, mint a legtöbb olcsó komédiában.."

## Szereplők
- Buster Keaton – vőlegény
- Sybil Seely – menyasszony
- Joe Roberts – zongoraszállító

## Érdekességek
- Számos különleges effektust, mint például a viharban körbe-körbe forgó házat, vagy a vonattal való ütközést, élőben vettek fel, nem maketteket használtak.
- A kikosarazott kérőt alakító színész neve nem ismert.
- Sybil Seely 18 éves volt, amikor a filmet forgatták.

## Fordítás
- Ez a szócikk részben vagy egészben  az   One Week (1920 film) című angol Wikipédia-szócikk ezen változatának fordításán alapul.  Az eredeti cikk szerkesztőit annak laptörténete sorolja fel. Ez a jelzés csupán a megfogalmazás eredetét és a szerzői jogokat jelzi, nem szolgál a cikkben szereplő információk forrásmegjelöléseként.